# Ваджра Чандрасекера
Ваджра Чандрасекера (англ. Vajra Chandrasekera, 17 серпня 1979, Коломбо) — ланкійський письменник-фантаст та поет. Лауреат премії «Локус» за дебютний роман 2023 року, і премії «Неб'юла» за найкращий роман 2024 року.

## Біографія
Ваджра Чандрасекера народився в Коломбо у сім'ї державного службовця і письменника. Розпочав займатися літературною діяльністю з 12 років, коли його твори розпочали публікуватися у виданнях Шрі-Ланки. З 2012 року його англомовні твори, як вірші, так і оповідання, розпочали публікуватися у виданнях Канади, США, Великої Британії, Індії та інших країн, а також в інтернет-виданнях. У 2021 році оповідання автора «Перекладач, у низькому потоці» (англ. The Translator, at Low Tide) стало фіналістом Меморіальної премії імені Теодора Стерджона. У 2023 році письменник опублікував свій дебютний роман «Святий яскравих дверей» (англ. The Saint of Bright Doors), у якому розповідається про вигадане місто Луріат, у якому є багато магічних дверей, які не можна відкрити, та які невідомо куди ведуть. Цей роман спочатку отримав у 2023 році Меморіальну премію імені Вільяма Кроуфорда, а потім Премію «Локус» за кращий дебютний роман та Премію «Неб'юла» за найкращий роман. У 2024 році письменник опублікував новий роман «Розграбане падіння» (англ. Rakesfall), у якому на фоні фантастичного сюжету розповідається про події громадянської війни на Шрі-Ланці. Окрім літературної діяльності Ваджра Чандрасекера займається також правозахисною діяльністю на Шрі-Ланці.